# CRギャラクシーエンジェル
『CRギャラクシーエンジェル』（シーアールギャラクシーエンジェル）は、タイヨーエレックが販売しているパチンコ機。

## 機種概要
ブロッコリーによるキャラクターメディアミックス企画「Project G.A.」による一連の作品群であるギャラクシーエンジェルのタイアップ機。ブロッコリーのパチンコ業界初参入となる。ストーリーはゲームベースだが、アニメ版の映像も使われる。多くの演出で、CR新世紀エヴァンゲリオン（ビスティ）の影響を受けている。
スペックは「MTZ」、「LTX」、「ATX」の3タイプ。

## 大当り時の曲
- 確変図柄当たり：「Eternal Love 2004」

（歌: 佐藤裕美　作詞: 森ユキ　作曲・編曲： 坂本裕介）
- 通常図柄当たり：「Angelic Symphony」

（歌: 佐藤裕美　作詞・作曲: 上松範康　編曲： 藤間仁）
いずれもゲームソフト「GALAXY ANGEL Eternal Lovers」主題歌。

## 裏コマンド
本機種には、裏コマンドと呼ばれる裏技があり、ギャラクシーモード突入時の画像やラウンド中昇格の演出が変化する。
コマンドは3種類あり、決められた順番でしか受け付けられない。
すべて大当たりラウンド中に入力するものであるが、一回の大当たりに一種類ずつしか入力できないため、全て入力するには最低3回の大当たりが必要となるが、
2回の大当たりですべて入力するショートカットも可能である。
一度入力したコマンドは電源が消されるまで記憶され続ける。
- コマンド
  - 1. 大当たり第2ラウンドの間にチャンスボタンを2回押す。（ギャラクシーモード突入時の画像が変わる）
  - 2. 大当たり第1ラウンドの間にチャンスボタンを5回押す。（ギャラクシーチャンスの演出が福引になる）
  - 3. 大当たり第2ラウンドの間にチャンスボタンを8回押す。（ギャラクシーモード突入時の画像がカウントダウンタイプになる）

必要な回数より多くボタンを押すとコマンド失敗となる。コマンド入力に成功すると「裏コマンドを確認しました」というミルフィーユの音声とともに画面にメッセージが表示される。
- コマンド（ショートカット版）
  - 1. 大当たり第2ラウンドの間にチャンスボタンを2回押す。（ギャラクシーモード突入時の画像が変わる）
  - 2. 大当たり第1ラウンドの間にチャンスボタンを5回押し、第2ラウンドの間にチャンスボタンを3回押す。

これにより、大当たり2回で裏コマンドを3回入力するショートカットが可能となり、確変を一度引くだけですべてのコマンドが入力できる。

## スペック
| 型式 | 大当たり確率    | 確変割合             | 賞球数    | ラウンド数          | 時短                          |
| ---- | --------------- | -------------------- | --------- | ------------------- | ----------------------------- |
| MTZ  | 1/315.5→1/31.55 | 60%（うち突確20%）   | 3&4&10&14 | 15ラウンド9カウント | 通常大当たり終了後100回       |
| LTX  | 1/204.5→1/20.45 | 60%（うち突確16.6%） | 3&4&10&13 | 10ラウンド9カウント | 通常大当たり終了後50回or100回 |
| ATX  | 1/97.7→1/19.5   | 60%（うち突確16.6%） | 3&4&10    | 7ラウンド9カウント  | 通常大当たり終了後20回or50回  |

## コンシューマ移植
- CRギャラクシーエンジェル（PS2、2008年11月27日発売）(ナグザット)